# Brian Barnes
Pour les articles homonymes, voir Barnes.
Brian Keith Barnes (né le 25 mars 1967 à Roanoke Rapids, Caroline du Nord, États-Unis), est un ancien lanceur gaucher de baseball ayant joué dans les Ligues majeures de 1990 à 1994.

## Carrière
Brian Barnes est un choix de 4e ronde des Expos de Montréal en 1989. Il fait son début dans les majeures le 14 septembre 1990.
Il a joué pour les Expos jusqu'en 1993, connaissant sa meilleure saison en 1992 avec une fiche de 6 victoires et 6 défaites en 21 matchs joués, dont 17 départs. Sa moyenne de points mérités est de 2,97 cette année-là, en 100 manches lancées.
Il termine sa carrière en 1994 après avoir brièvement joué pour les Indians de Cleveland et les Dodgers de Los Angeles. En 116 parties dans les majeures, il a débuté 56 rencontres comme partant, compilé une fiche de 14-22 avec 275 retraits sur des prises, une moyenne de points mérités de 3,94 et 3 sauvetages en relève.